# Elke Baum
Elke Baum (* 22. März 1961 in Berlin) ist eine deutsche ehemalige Politikerin (PDS). Sie war von 1995 bis 1999 Abgeordnete im Abgeordnetenhaus von Berlin.

## Leben
Elke Baum studierte nach dem Abitur 1979 an der Universität Greifswald die Fächer Deutsch und Bildende Kunst mit Abschluss als Diplom-Lehrerin 1983. Anschließend war sie im Schuldienst tätig.

## Partei und Politik
Baum war von 1986 bis 1990 Mitglied der Sozialistischen Einheitspartei Deutschlands (SED), anschließend der PDS. Von 1990 bis 1992 gehörte sie der Bezirksverordnetenversammlung des Bezirks Marzahn an. Bei der Abgeordnetenhauswahl 1995 erhielt sie ein Direktmandat im Wahlkreis Köpenick 3.